# Hans-Jürgen Geschke
Hans-Jürgen Geschke (Berlino, 7 luglio 1943) è un ex pistard tedesco.

## Palmarès
Le medaglie elencate sono state conquistate in rappresentanza della Germania Est.

### Olimpiadi
- 2 medaglie:
  - 1 argento (Monaco di Baviera 1972 nel tandem)
  - 1 bronzo (Montréal 1976 nella velocità 1000 metri)

### Mondiali
- 5 medaglie:
  - 3 ori (Brno 1969 nel tandem; Varese 1971 nel tandem; San Cristóbal 1977 nella velocità)
  - 1 argento (Leicester 1970 nel tandem)
  - 1 bronzo (San Sebastián 1973 nel tandem)